# 毛利秀頼
毛利 秀頼（もうり ひでより）は、戦国時代から安土桃山時代にかけての武将、大名。信濃飯田城主。
諱は初めは長秀（ながひで）で、史料では毛利河内守長秀との署名が多数残る。その後、豊臣政権になって侍従の官位と豊臣の氏と羽柴の名乗りを下賜されたため、天正15年の九州の役の頃か同16年の聚楽第行幸の頃より羽柴河内侍従豊臣秀頼と名乗るようになった。

## 生涯
『系図概要』によると、尾張守護・斯波義統の子で、津川義冬の弟であるという。
『信長公記』によれば、天文22年（1554年）、義統は織田信友や坂井大膳、河尻左馬丞が起こした謀反によって暗殺されるが、その子である「若君」という義銀（津川義近）は脱出して信長に庇護され、二百人扶持を与えられた。もう1人の子である「幼君」を毛利十郎が保護して那古屋に送り届けたとある。長秀が義統の遺児だと仮定すると、毛利十郎が養育した義統の遺児（つまり「幼君」）の成長した姿が長秀であると考えられる。
永禄3年（1560年）、十郎と長秀（毛利河内）は桶狭間の戦いに参加して戦功をあげた。『信長公記』には、毛利新介が今川義元の首級を上げることができたのは、先年に清洲城で守護が攻め殺されたときに毛利十郎が幼君を1人保護して助けた冥加のおかげだ、と噂されたという話があるので、2人は近親者であると考えられる。この頃、赤母衣衆に抜擢され、信長の馬廻衆となった。
永禄12年（1569年）の伊勢大河内城攻めに従軍する。この際の身分は尺際廻番衆。
元亀元年（1570年）、野田・福島の戦いに従軍して、石山本願寺勢との戦いで活躍した。この時兼松正吉と協力して敵将の長末新七郎を討ったが、お互いに相手に首を取らせようと譲り合いになり、結局首を置き捨てにして退いたという。
将軍・足利義昭と信長の対立により、松永久秀が1度目の謀反を起こして、天正元年（1573年）に降伏した後に差し出された多聞山城の受け取り役を、佐久間信盛・福富秀勝と務めて、以後の城番も一時期務めている。
天正2年（1574年）1月4日、年頭の礼物進上がなかったことを咎め、興福寺に押し入っている。この頃、尾張・美濃衆で軍団を編成した織田信忠の配下となり、以後は信忠に従う。
天正3年（1575年）の信忠による岩村城攻めに参加。河尻秀隆、浅野左近、猿荻甚太郎と共に夜襲を仕掛けてきた武田軍を撃破した。
天正6年（1578年）、斎藤利治が越中国で上杉軍に勝利した際（月岡野の戦い）には、森長可、坂井越中守、佐藤秀方等を添えられ援軍の大将として派遣されている。
天正9年（1581年）、毛利良勝と共に羽柴秀吉から中国攻めの状況について報告を受けている。
天正10年（1582年）、信長・信忠父子が伊勢神宮の正遷宮を支援した際、毛利良勝と共に取次役を務めたとされる。2月からの甲州征伐にも従軍。信濃大島城在番。伊那郡高遠城攻めで功を挙げたが、この戦いで養子の安藤源五が討死している。武田氏の滅亡後の論功行賞で、信長からこの信濃伊那郡を与えられ、信濃国衆・坂西氏の居城であった下伊那郡の飯田城主とされた。短期間で終わった長秀の伊那統治に関する史料は少ないが、伊那の安養寺・文永寺に狼藉を働いた事件を起こし、また信長の命で信濃松尾城主小笠原信嶺の暗殺を試みたと伝わる。同年6月、本能寺の変が勃発し信長が横死すると、武田氏の旧臣などによる反乱の恐れから所領を放棄して尾張国に帰還し、飯田城は下条頼安に掌握された。
以後は羽柴秀吉に家臣として仕える。
天正12年（1584年）の小牧・長久手の戦いに参加。3月には織田信雄家臣の八神城主・毛利広盛を羽柴陣営へと引き入れている。また木曽義昌の重臣・山村良勝を秀吉に仲介し、義昌の寝返りにも貢献した。6月には義昌への使者を務めるなど秀吉の側近としての活動が多く見られる。
天正13年（1585年）10月、侍従に叙任されて昇殿。これに伴い豊臣姓と羽柴の名乗りを下賜された。
天正15年（1587年）、九州平定に従軍。帰還後の秀吉の参内に随行して太刀代を献じた。
天正16年（1588年）、後陽成天皇の聚楽第行幸にあたり関白・秀吉の牛車に供奉して、起請文の23名の大名に名を連ねる。7月29日、当時上洛中であった毛利輝元の訪問を受け、御太刀一腰・御馬代千疋を進上されている。これは前田利長、上杉景勝、細川忠興、池田輝政、織田信包に対する進物と同内容である。7月31日の豊臣秀長邸、8月2日の豊臣秀次邸への秀吉の御成の際はいずれも尼子宮内少輔と共に関白御膳役を務めた。8月22日、北条氏規が聚楽第に出仕した際には岩倉侍従毛利河内守として列席しており、当時岩倉城主であったと見られている。
天正17年（1589年）、大仏殿建立に使用される木曽の木材調達に携わっており、秀吉に労をねぎらわれている。
天正18年（1590年）、前田利家の組に属して小田原の役に参陣して軍功を挙げたため、再び伊那郡・信濃飯田城主として返り咲いた。知行は初めは7万石で、太閤検地後に10万石に加増された。
天正19年（1591年）5月、足利氏姫の使者が上方から帰還する際には領内を確かに送り届けることと、森忠政と共に諏訪郡での賄いを指示されている。9月23日、秀吉が御はなしの衆の番体制を定めた文書に名を連ねており、このころには御伽衆も務めていたことが分かる。同年、松本城主・石川数正と所領争いを起こし、秀吉の裁定により小野盆地が南小野・北小野に分けられた。それに伴い小野神社・矢彦神社も小野神社が北、矢彦神社が南に分割されることとなった。
文禄元年（1592年）からの文禄の役では肥前名護屋城の普請に加わり、千名を率いて在陣するものの、渡海はしなかった。
文禄2年（1593年）5月23日、秀吉が名護屋城内で明の使者と対面した際には京極高次（八幡侍従）らと共に御配膳衆を務めた。
同年9月頃より患っており、高遠城代と考えられている勝斎が、本復の際には知行100石を寄進する条件で諏訪大社上社権祝の矢嶋氏に祈祷を依頼している。
しかしその後回復することはなく、閏9月17日死去。享年53。遺領10万石の内の1万石だけが長男の秀秋に与えられ、大部分は秀頼の娘婿の京極高知（淀殿の従弟にあたる）が継承した。『野史』では嗣なしとして外孫が継いだとする。

## 人物・逸話
- 織田家中でも武功をもって知られた武将であり、名将言行録には信長が長篠の戦いの直前に家康に加勢を送るべきかを、武辺の誉れある秀頼と思慮の深い佐久間信盛の両人を召して相談したという逸話が収録されている。
- 天正20年（1592年）、名護屋城に向かう道中の豊前国小倉での宿取りをきっかけに佐竹氏との間に遺恨が生まれ、これを解決するために佐竹義宣と直談判しようと少人数で宿所を訪れたところ、佐竹家臣衆に腕をつかまれ制止された上、地面に突き倒されるという狼藉を働かれた。挙句の果てに馬印を踏みつけられ、原因となった家臣が斬られたため、這う這うの体で退いたという。この時、仙石秀久や真田昌幸をはじめとした信濃国中の大名らが秀頼に同心して報復を加えようとしたというが、結局両陣営ともが自重したためにそれ以上の抗争には発展しなかった[34]。
- 佐賀県に残る名護屋城跡と秀頼の陣を含む23箇所の陣跡が国の特別史跡に指定されている。